# Kuhlhasseltia yakushimensis
Kuhlhasseltia yakushimensis är en orkidéart som först beskrevs av Yoshimatsu Yamamoto, och fick sitt nu gällande namn av Paul Ormerod. Kuhlhasseltia yakushimensis ingår i släktet Kuhlhasseltia och familjen orkidéer. Inga underarter finns listade i Catalogue of Life.